# Umweltlobbyismus
Umweltlobbyismus bezeichnet die Form des Lobbyismus von Umwelt-NGOs.
Umweltlobbyismus ist ein Oberbegriff für versuchte Einflussnahme auf die Politik mit Instrumenten wie Mitarbeit in Gremien, Wirtschaftskooperationen, Öffentlichkeitsarbeit oder Protestaktionen.

## Entwicklung des Umweltlobbyismus in Deutschland
Für Umwelt-NGOs haben sich seit den 1990er Jahren die Zugangskanäle zum politischen System verbessert. Hierfür waren die Einrichtung der Ministerien für Umwelt oder Verbraucherschutz, die parlamentarische Etablierung der Grünen sowie die Einbindung von Umwelt-NGOs in Gremienarbeit von zentraler Bedeutung. Insbesondere unter der ersten rot-grünen Bundesregierung verbesserte sich die Ausgangslage für Lobbying durch Umwelt-NGOs deutlich, mit den Grünen saß nun der politische Arm der Umweltbewegung in der Bundesregierung. Die Verbesserung der Einflusschancen durch diesen Regierungswechsel wurden in Relation zu vorherigen Zustand am stärksten eingeschätzt, so bemerkte Klaus-Henning Groth vom WWF 2005: „Das Bewusstsein für Lobbying von Umweltschutzorganisationen und dafür, dass NGO-Vertreter Politik beeinflussen und beraten wollen, das ist erst seit maximal zehn Jahren selbstverständlich“.
In Deutschland gilt die Lobbyarbeit der Umweltverbände sowohl bei Budget und Mitarbeiterzahl als auch bei den Zugangschancen als schwach. Sie ist demnach konkurrierenden Industrieinteressen meist unterlegen. Lobbyarbeit wird deshalb in der Regel nur als Ergänzung zu öffentlichkeitswirksamen Auftritten betrachtet und angewendet.

## Beispiele für Umweltlobbyismus
Die Nichtregierungsorganisationen setzen sich für verschiedenste Themen ein. Dazu gehören unter anderem die Reduzierung des Plastikverbrauchs, die Stärkung der öffentlichen Verkehrsmittel, die Verringerung des Fleischkonsums oder die Aufforstung. 
Bekannte Organisationen in diesem Bereich sind beispielsweise Greenpeace, WWF oder auch der Bund für Umwelt und Naturschutz Deutschland e.V.
Durch die finanzielle Überlegenheit der Industrie sind zwar die Chancen der NGOs geschmälert, dennoch wurden relevante Ziele erreicht. Als Beispiel dienen hier Erfolge im Arktisschutz, nachhaltiger Thunfischfang oder die Vermeidung der Urwaldzerstörung für den Sojaanbau.